# Fishia enthea
Fishia enthea là một loài bướm đêm trong họ Noctuidae.